# Kitty van Male
Kitty van Male (ur. 5 czerwca 1988) – holenderska hokeistka na trawie. Dwukrotna medalistka olimpijska.
W reprezentacji Holandii debiutowała w 2010. Brała udział w dwóch igrzyskach (IO 12, IO 16), za każdym razem zdobywała medale - w 2012 złoto, w 2016 srebro. Z kadrą brała udział m.in. w mistrzostwach świata w 2018 (złoto) oraz kilku turniejach Champions Trophy i mistrzostwach Europy (złoto w 2017, brąz w 2013). Łącznie w kadrze rozegrała 116 spotkań i zdobyła 39 goli.